# Спилок

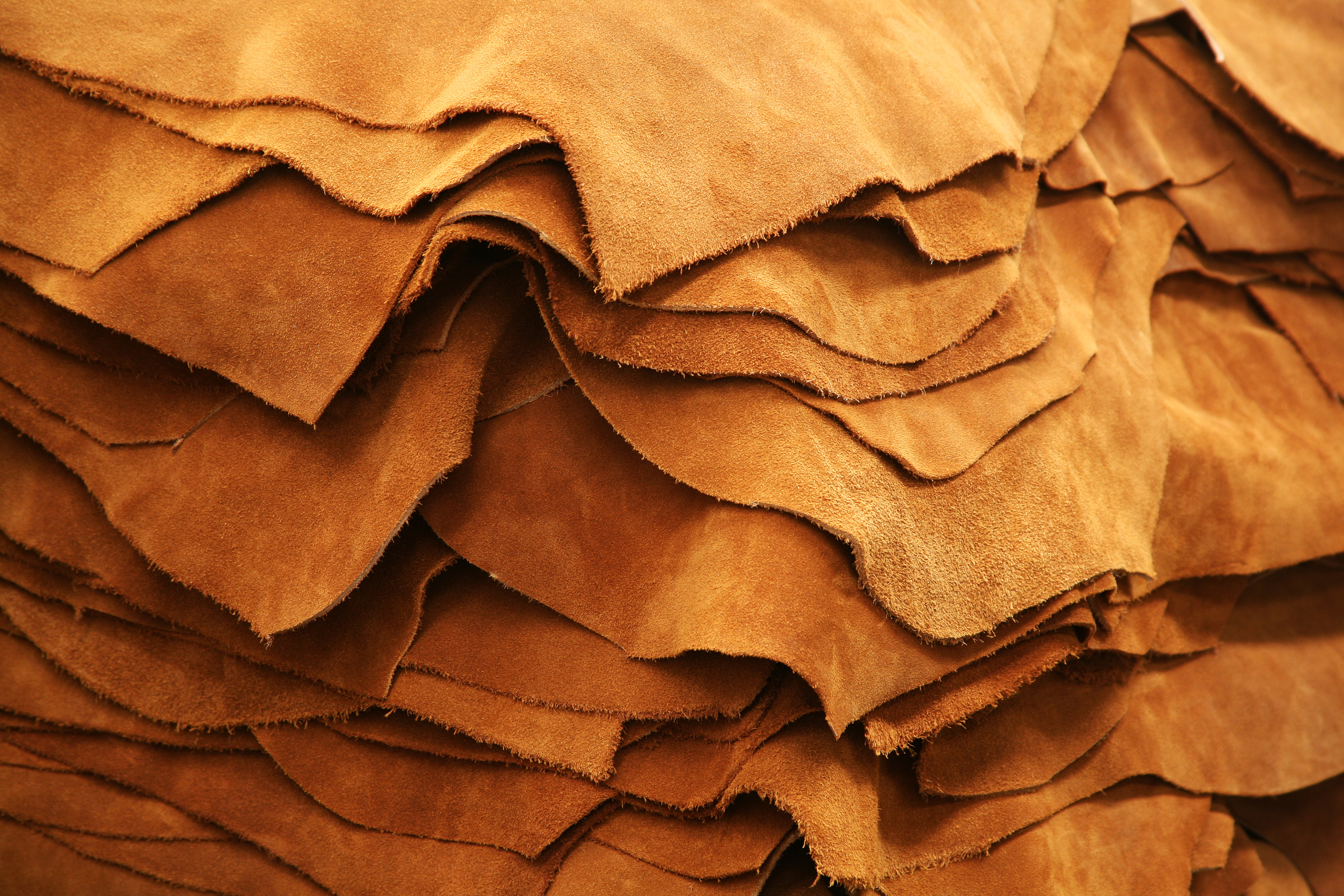
Спилок

Спи́лок — слой натуральной кожи, получаемый в процессе кожевенного производства в результате расслоения утолщённой кожи.
Процесс расслоения (слоения, двоения, шерфования) кожевенного голья производится при повышенной толщине кожевой ткани. Причём кожами повышенной толщины называются те, которые толще 2,2 мм. При двоении голья оно не только разделяется на несколько слоёв, но и происходит его выравнивание по толщине. В зависимости от толщины голья его разделяют на 3—6 слоёв, которые различаются по свойствам и применяются для разных целей.
Различают слои лицевой, средний и мездровый (или бахтармяный).
- Из лицевого слоя, обладающего натуральной мереёй с естественным рисунком и с более мощным и равномерным переплетением коллагеновых волокон, производят различные высококачественные кожи.
- Из нижних слоёв, то есть спилковой части, имеющих относительно рыхло и беспорядочно переплетённые коллагеновые волокна, после нанесения клеевого покрытия (искусственная мерея) также производят кожи, но более низкого качества.
- Эти слои могут оставаться и ворсовыми, то есть не иметь лицевой поверхности. Их можно шлифовать с обеих сторон. Из них получают спилок-велюр, нубук, которые идут для производства обуви, рукавиц, спецодежды.
- Мездру и спилковую обрезь используют для приготовления технического желатина, клея и других продуктов растворения коллагена.
- В древних еврейских источниках спилок называется духсустусом, на нём писали мезузы.